# Stygodesmodora epixantha
Stygodesmodora epixantha is een rondwormensoort uit de familie van de Desmodoridae. De wetenschappelijke naam van de soort is voor het eerst geldig gepubliceerd in 1982 door Blome.